# Archidiocèse de Hobart
Vous pouvez aider à l'améliorer ou bien discuter des problèmes sur sa page de discussion.
- Il ne cite pas suffisamment ses sources. Vous pouvez indiquer les passages à sourcer avec {{référence nécessaire}} ou {{Référence souhaitée}}, et inclure les références utiles en les liant aux notes de bas de page. (Marqué depuis avril 2024)
- Certaines informations devraient être mieux reliées aux sources mentionnées dans la bibliographie ou les liens externes. Améliorez sa vérifiabilité en les associant par des références. (Marqué depuis avril 2024)
- Il ne s’appuie pas, ou pas assez, sur des sources secondaires ou tertiaires. (Marqué depuis avril 2024)

- Archive Wikiwix
- Bing
- Cairn
- DuckDuckGo
- E. Universalis
- Gallica
- Google
- G. Books
- G. News
- G. Scholar
- Persée
- Qwant
- (zh) Baidu
- (ru) Yandex
- (wd) trouver des œuvres sur Wikidata

L'archidiocèse de Hobart est une juridiction de l'Église catholique en Australie situé à Hobart et couvrant la Tasmanie. L'archidiocèse est immédiatement sujette au Saint-Siège et est placée sous le patronage de Saint Patrick.
L'île était initialement administrée par le vicariat apostolique de la Nouvelle-Hollande et de la Terre de Van Diemen. En 1842, le vicariat apostolique de Hobart est érigé le 5 avril puis rapidement élevé en diocèse le 22 avril. Le 3 août 1888, il est élevé en archidiocèse.
La cathédrale Sainte-Marie (en) est le siège de l'archevêque catholique de Hobart, actuellement Anthony Ireland. 

## Archevêques
- Robert Willson (1842-1866)
- Daniel Murphy (1866-1907)
- Patrick Delany (1907-1926)
- William Barry (1926-1929)
- William Hayden (1930-1936)
- Justin Simonds (1937-1942)
- Ernest Victor Tweedy (1942-1955)
- Guilford Clyde Young (1955-1988)
- Eric D'Arcy (1988-1999)
- Adrian Leo Doyle (1999-2013)
- Julian Porteous (2013-2025)
- Anthony Ireland (depuis 2025)